# وكالة الصحافة الأذرية
وكالة الصحافة الأذرية (بالأذرية: Azəri-Press Agentliyi، اختصاراً: APA، بالعربية: أ ب أ) هي مؤسسة إعلامية مستقلة تأسست سنة 2004 في أذربيجان. تهتم الشركة بأخبار أذربيجان وجنوب القوقاز بالإضافة إلى الأخبار الدولية.
الوكالة تابعة للشركة القابضة أ ب أ تضم عدداً من الشركات الأخرى: «أ ب أ الإخبارية» و«أ ب أ الاقتصادية» و«أ ب أ الرياضية» و«أ ب أ الصور» و«وستي.أذ» و«لنت.أذ» ولها مكاتب في تركيا وجورجيا ورومانيا وروسيا وفرنسا والولايات المتحدة الأمريكية والاتحاد الأوروبي. تنشر الوكالة موادها بخمس لغات هي الأذرية والروسية والإنكليزية والفرنسية والعربية. تشترط وكالة الصحافة الأذرية عند استخدام موادها إسنادها إلى الوكالة وإعطاء رابط تشعبي إلى موقعها.
وكالة الصحافة الأذرية أكثر وكالات الأنباء قراءة واقتباساً في أذربيجان.
وللخدمة العربية للوكالة صفحاتها الخاصة على فيس بوك وتويتر وجوجل بلاس.
وتوقف نشاط الوكالة منذ ليلة 2 أغسطس 2018 مع سائر الشركات الإعلامية التابعة للقابضة. وشاعت معلومات متناقضة عن اسباب وقف فعالياتها على وسائل الإعلام المحلية والخارجية.